# 시높시스
시높시스(Synopsys)는 미국의 기업으로 전자 설계 자동화 분야의 대기업 중 하나이다.
1986년에 창업되었고 나스닥 코드는 SNPS이다. 창립 이래 많은 기업을 M&A하여 성장해 왔다.

## 같이 보기
- 보안 정보와 이벤트 관리